# SDS-huset
Sydsvenskanhuset, eller SDS-huset, sedan år 2016 kallat Hus 1, är en skyskrapa i form av kontorsbyggnad belägen i delområdet Sege industriområde i stadsdelen Kirseberg i stadsområdet Norr i Malmö och utgjorde tidigare tidningen Sydsvenskans huvudkontor, beläget vid E22:ans norra infart till Malmö. Byggnaden stod färdig 1965 och är 55 m hög fördelat på 15 våningar. Det är därmed en av Malmös högsta byggnader. Byggnaden inrymde från början även Kvällspostens redaktion då KvP var Sydsvenskans kvällstidning tills den såldes 1998 till Expressen. Tillsammans med bland annat Turning Torso, Malmö Live, Kronprinsen och Öresundsbron är Hus 1 ett landmärke i Malmöregionen.

## Historia
Första spadtaget till byggnaderna togs i april 1961, på Segevång, strax utanför Malmö. Olof Wahlgren, tidningens dåvarande andreredaktör och son till VD:n Christer Wahlgren, kom att vara tongivande när det nya tidningshuset tog form. Genom inspiration från nyskapande hus världen över, men framför allt ifrån den schweiziske modernistiske arkitekten Le Corbusiers byggnader på olika ställen i Europa, gav han förslag och utkast till det nya SDS-huset. Arkitekten Sture Kelfve gjorde sedan ritningar i samarbete med sin närmaste man Knut Andersson
Tidningshusets disposition skulle följa produktionskedjan, från redaktion till lastkaj och var tänkt att likna ett fartyg – höghuset skulle vara ”bryggan” och redaktionerna ”däcken”.
Den första delen av byggnaden stod färdig 1962 då också de nya pressarna togs i bruk, men inte förrän i juli 1965 var samtliga avdelningar på plats i de nya husen. Hela projektet blev drygt 6 miljoner kronor dyrare än beräknat, men man hade då också, förutom högre kapacitet i pressarna, fått bland annat en utgrävd källare under hela huset, bättre fönsterkonstruktioner – och mer konst. Trots den spräckta budgeten kunde Christer Wahlgren nöjt konstatera att kvadratmeterkostnaden på fastigheten om 21 000 kvadratmeter blivit lägre än för de nya tidningshusen på Marieberg i Stockholm.
Bottenvåningarna utgjorde från början tidningens tryckeri. Tryckeriet var en bidragande orsak i avgörandet av byggnadens placering, eftersom det var viktigt att tryckeriet låg nära snabba distributionsvägar, i det här fallet motorvägen mellan Malmö och Lund. Numera trycks tidningarna i ett annat tryckeri i Fosie området.
Sydsvenskan-huset hyste inte bara Sydsvenskan utan också Kvällsposten, som flyttade till centrala Malmö. I och med Kvällspostens flytt frigjordes yta och Bonniers såg tillfället att både förnya och renovera delar av lokalerna för att kunna attrahera en ny hyresgäst. År 2006 övergick fastigheten i brittisk ägo och såldes 2008 vidare till den tyska investeringsfonden Focus Nordic Cities. I december 2013 lämnade även nästan hela Sydsvenskan SDS-huset och flyttade in till nybyggda lokaler i centrala Malmö, vid Triangeln. Flytten från Segevång innebar att en nästan femtio år lång epok gick i graven. Fastigheten hyser därefter kontor för olika företag och kallas sedan 2016 Hus 1.

## Interiör
Huset fylldes av föremål av många av 1950- och 1960-talens populära designers. Från Mies van der Rohes Barcelonastolar till möbler av Arne Jacobsen, Eero Saarinen och Josef Frank.